# Strada provinciale 57 Monchiero - Cerretto
La strada provinciale Monchiero-Cerretto (SP 57) è una strada provinciale italiana il cui percorso si snoda in Piemonte nei comuni di Monchiero, Monforte d'Alba, Roddino e Cerretto Langhe.

## Percorso
Inizia con una diramazione dalla SP 661 (ex SS 661) a Monchiero in località Fornaci, attraversa i comuni di Monforte d'Alba e Roddino e termina presso Cerretto Langhe.